# Historia del sushi

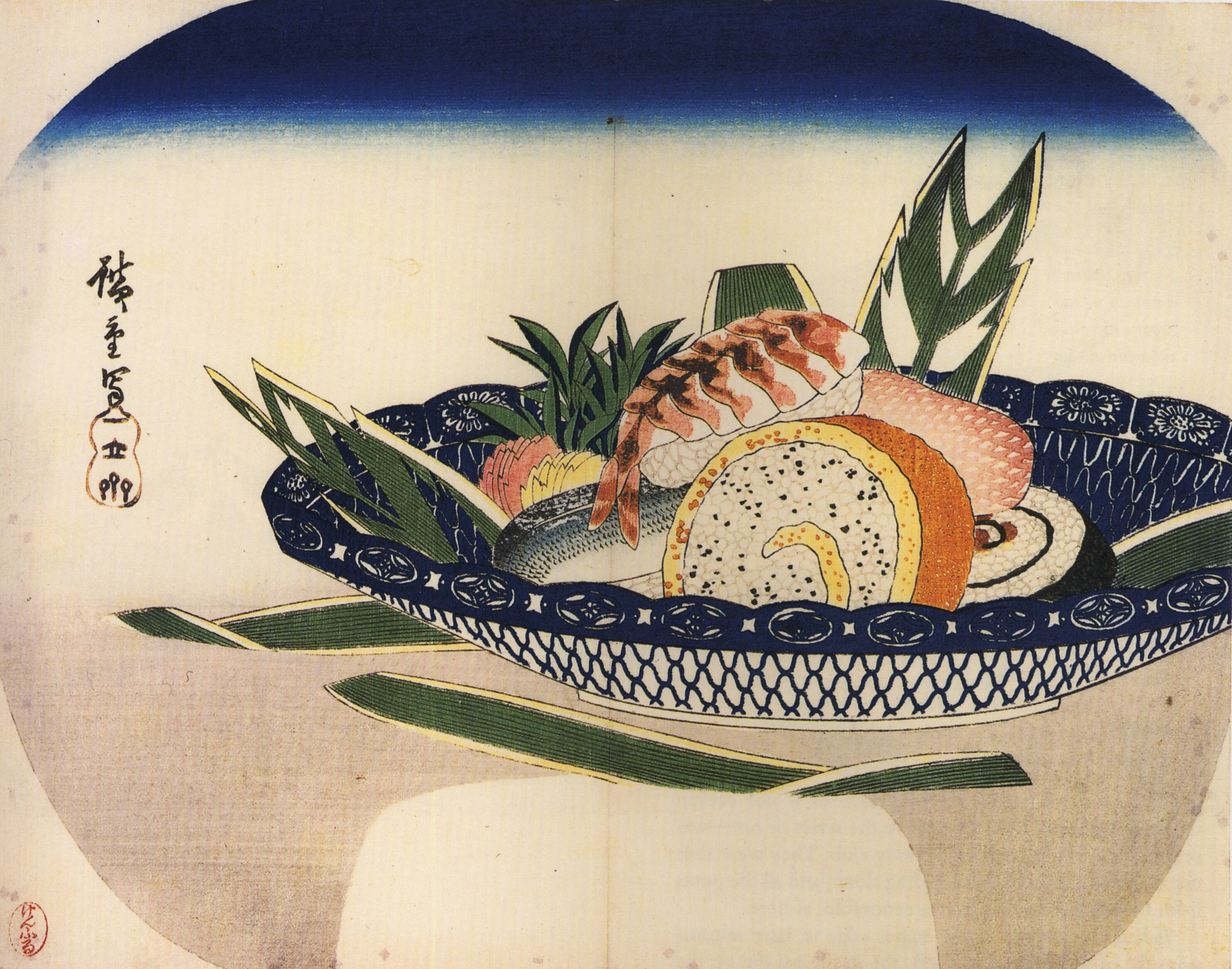
Bol de sushi representado por el pintor Hiroshige en el siglo XVIII.

La historia del sushi describe un alimento que nace en China en el siglo IV a. C., como un deseo de preservar el pescado mediante el moho (Aspergillus oryzae 麹, 麹菌 o kōji-kin) que surge del arroz. Posteriormente se abandonó la costumbre de conservación en China y se trasladó a Japón donde evolucionó y se popularizó hasta el plato, y la preparación, que conocemos hoy en día.

## Etapas primigenias
El pescado es un alimento perecedero, por esta razón siempre en la antigüedad se empleaban diversos métodos sencillos para conservarlo, como el ahumado o la salazón. El proceso que se empleaba en China era muy innovador : se dejaba enmohecer el arroz con aspergillus oryzae que tiene un aspecto de polvo verde y se metían los pescados enteros en ánforas bien selladas. El moho se dedica a consumir los hidratos de carbono existentes en el arroz debido a la acción de los enzimas, éstos poseen la capacidad de transformar las cadenas complejas de hidratos de carbono presentes en arroz azúcares simples (glucosa), de la misma forma estos enzimas digestivos del propio pescado rompen las proteínas de su carne para obtener los diferentes aminoácidos. Este método de conservación , hace que los propios enzimas del pescado generen un potente saborizante denominado inosina monofosfato (IMP).
La forma de conservar el pescado en salazón era aprovechada por las poblaciones que vivían a lo largo del río Mekong, hoy en día es conocida en Japón con el nombre de shiokara, una especie de salsa de pescado (similar al garum romano). Las poblaciones de la costa no necesitaban aplicar estos métodos de conservación ya que disponían de pescado durante todo el año. Los cultivadores de arroz a lo largo del río Mekong descubrieron la forma de conservar durante largos períodos el pescado en arroz cocido, donde la fermentación proporciona diversos compuestos químicos que aromatizan y proporcionan sabor: ácido láctico y ácido acético (vinagre). El resultado era un pescado conservado en una pieza y con un olor desagradable. A pesar de todo el sabor del pescado es agradable para el consumo humano (con toques ácidos). Su preparación posterior, tras sacarlo de las ánforas era simple: se le quitaban lasvisceras , se tiraba el arroz y la carne se disponía en piezas para su consumo. A esta forma de sushi se le denomina hoy en día nare-zushi (sushi madurado). Es muy posible que poco a poco se dieran cuenta de que el arroz empleado  era igualmente  comestible aunque con un sabor ácido y  un fuerte olor a pescado.
Durante el periodo del Imperio mongol que se expandió por el territorio Chino, esta forma de conservar el pescado quedó parcialmente olvidada, quizás por ser la costumbres mongolas más primitivas.Anterior al periodo Mongol el sushi se había expandido por la zona del mar del Japón. En Japón este plato proliferó bajo el concepto de una nueva forma de conservar el pescado. En la época del siglo XVII se inventaba el vinagre de arroz y pronto cambiaría la forma de comer el nare-zushi (narezushi).

## Sushi en Japón

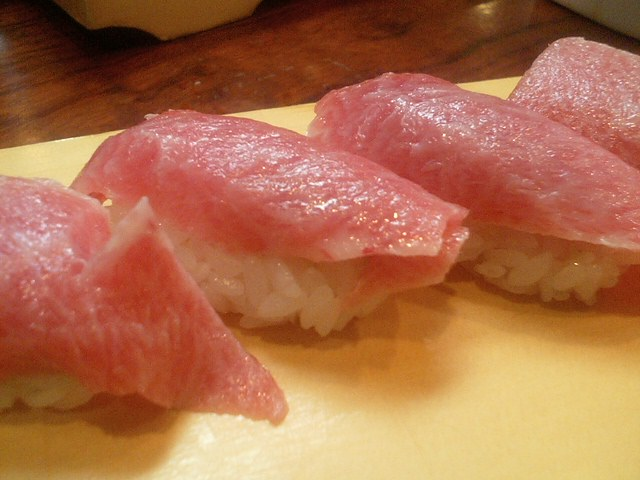
Pescado y arroz aromatizado con vinagre de arroz: haya-zushi, combinación con historia.

Una de las referencias escritas más tempranas sobre el uso del sushi en Japón data del año 718 como parte de un tratado de leyes denominado Yororitsuryo (養老律令), en él se hace referencia al uso del sushi como forma de pago de impuestos. 
Ya en el siglo XVII se añadió vinagre de arroz, por lo que el tiempo de fermentación se redujo considerablemente. El vinagre se utiliza para conservar los alimentos, por eso este plato es tan popular. No fue hasta el siglo XIX que el sushi empezó a prepararse sin fermentación y se convirtió en un alimento callejero porque se podía comer con las manos. Durante los períodos Edo y Meiji, los puestos de sushi eran comunes y no eran un plato que se comía en los restaurantes. Después de la Segunda Guerra Mundial, el sushi comenzó a servirse en los restaurantes y se consideró un plato más lujoso. Estos puestos están desapareciendo, entre otras cosas, porque las condiciones sanitarias no se consideran las mejores. 
El descubrimiento del vinagre de arroz, hizo que se mezclase el vinagre con el arroz recién cocinado y se descubriera que no era necesario fermentar el pescado para obtener los sabores y aromas del nare-sushi. A esta nueva forma de ingerir el pescado crudo con arroz la denominaron haya-zushi (sushi rápido), debido a que su preparación era mucho más simple y rápida. Este tipo de sushi se hizo muy popular y pronto se vendía en puestos callejeros en las zonas más humildes de Osaka.
La preparación del haya-zushi evolucionó durante el período Edo en las cercanías de Edo (la actual Tokio y que significa en japonés: "puerta en la bahía") y al final de este periodo el cocinero Hanaya Yohei (1799-1858) creó un nuevo estilo denominado nigiri-zushi (sushi formado con las manos). Esta preparación rápida del sushi es la que se conoce mayoritariamente en la actualidad y la ha convertido en un elemento de fast food.

## Globalización
El sushi empieza a conocerse fuera de Japón debido en parte a las migraciones de japoneses a otros países, entre ellos EE. UU. para trabajar en la construcción de vías ferroviarias. Fue en 1910, cuando cerca de 40.000 japoneses emigraron para realizar dichos trabajos. Debido a eso el concepto del sushi empezó a ser conocido en California.

## En la actualidad
En la actualidad se procura mejorar las variedades de arroz empleados en la elaboración del sushi. En Japón se emplea una variedad de arroz denominada koshihikari (コシヒカリ, 越光) su capacidad para compactarse se encuentra en la tipología de los arroces glutinosos. Este tipo de arroz es ideal para la elaboración del sushi, pero es reciente en la historia del sushi ya que fue creado en 1956, por la combinación de dos cepas diferentes de Nourin No.1 y Nourin No.22. 